# Mantes-la-Jolie
Mantes-la-Jolie [mánt lažolí] je město ve Francii, v regionu Île-de-France a v départementu Yvelines. Leží na levém břehu Seiny asi 50 km západně od Paříže a žije zde přes 42 tisíc obyvatel. Město má bohatou historii a cenné památky.

## Historie
Město sloužilo jako opevněný říční přístav, roku 1087 je vypálil Vilém I. Dobyvatel a roku 1110 získalo městská práva. Koncem 16. století patřilo ke katolické lize, než je dobyl král Jindřich IV. který v Mantes často pobýval a měl zde i milenku, Gabrielu d´Estrées. Přídomek "la jolie" je citát z jeho dopisu této dámě.

## Doprava
Mantes leží při dálnici A 13 (Paříž-Normadie), která město obchází z jihu a má zde tři sjezdy.
Město má dvě nádraží, Mantes-la-Jolie a zastávku Mantes-Station místní dopravy. Má velmi dobré železniční spojení s Paříží, Gare Saint-Lazare, jednak vlaky TGV, které jedou do Normandie a do Cherbourgu, jednak dvěma linkami místní dopravy Transilien. Zastávka Mantes-Station leží na lince Transilien J, Paris, St-Lazare – Le Havre.

## Památky
- Kapitulní kostel P. Marie (Note Dame, kolem 1200), trojlodní katedrála se dvěma věžemi v průčelí a s ochozem kaplí. Stojí blízko řeky a mostu na malém návrší.
- Kostel svaté Anny, románská stavba z 11. století s věží nad křížením a gotickými okny, s rozsáhlým hřbitovem v sousedství. Leží ve čtvrti Gassicourt, asi 2 km severozápadně od kapitulního kostela.
- Zbytky starého kamenného mostu přes Seinu ze 12. století (na ostrově). Most byl stržen v 18. století, jeho podobu však zčásti zachytil obraz Camille Corota z roku 1870.

### Galerie

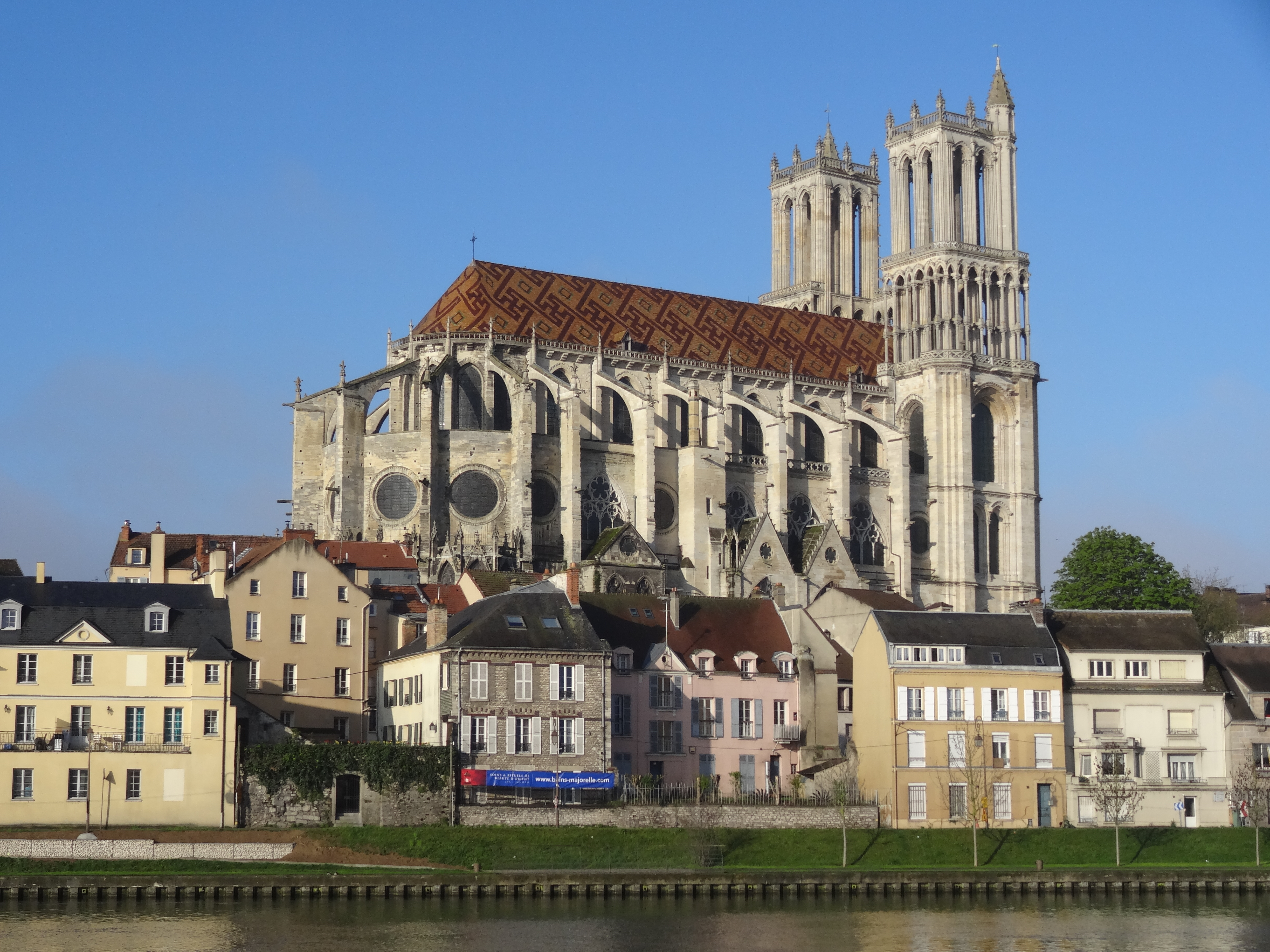
Kostel P. Marie od severovýchodu
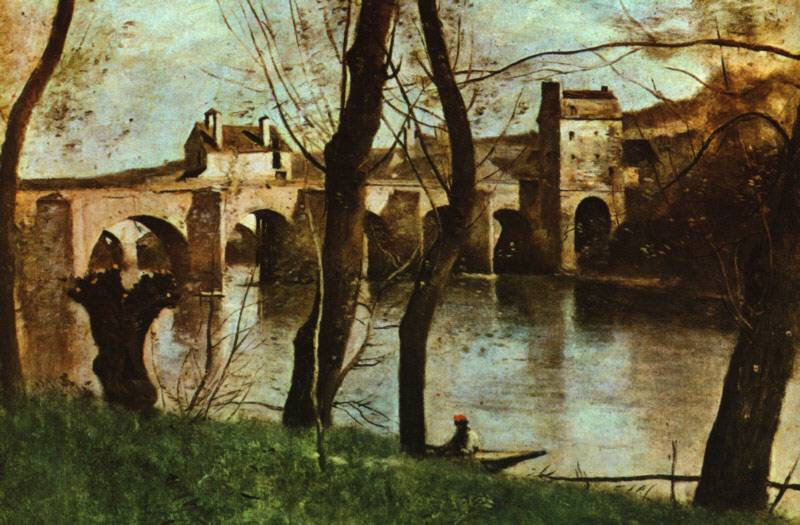
C. Corot, Most v Mantes (1870)
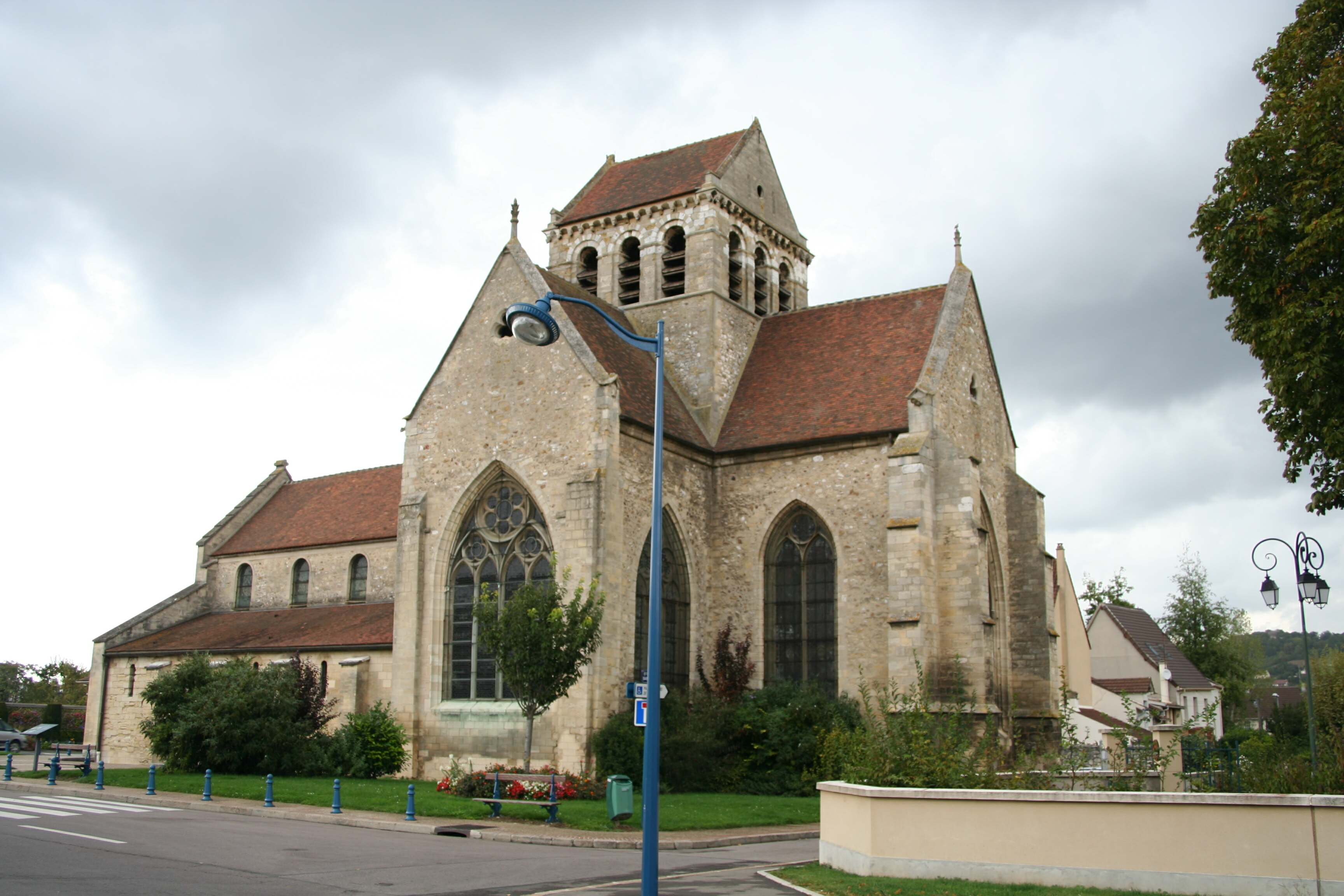
Kostel sv. Anny v Gassicourtu